# Unreleased Art Pepper Vol. 10: Toronto
Unreleased Art Pepper Vol. 10: Toronto ist ein posthumes  Album des Altsaxophonisten Art Pepper. Die im Juni 1977 bei einem Konzert in Toronto entstandenen Aufnahmen erschienen am 2. November 2018 auf Widow’s Taste, dem Label seiner Witwe Laurie Pepper. Es war das zehnte Album in einer Serie von Veröffentlichungen aus dem Nachlass mit dem Titel Unreleased Art.

## Hintergrund
Toronto war Peppers erste Station seiner ersten ausgedehnten Tournee nach seinem Comeback, bei der er seine eigene Band leitete. Diese Tournee würde wenige Wochen später in seinen triumphalen Auftritten im New Yorker Village Vanguard gipfeln, schrieb C. Michael Bailey. Bei dem Auftritt im kanadischen Toronto bestand die Band aus dem Pianisten Bernie Senensky, den Bassisten Gene Perla bzw. alternierend Dave Piltch sowie dem Schlagzeuger Terry Clarke.

## Titelliste
- Art Pepper: Unreleased Art Pepper Vol. 10: Toronto (Widow’s Taste – APM18001)[2]

CD 1
1. A Song for Richard (Joe Gordon) 16:52
2. Long Ago and Far Away (Ira Gershwin, Jerome Kern) 13:22
3. Here’s That Rainy Day  (Johnny Burke, Jimmy Van Heusen) 10:17
4. Blues for Heard (Art Pepper) 4:16
5. What Is This Thing Called Love? (Cole Porter) 15:37

CD 2
1. All the Things You Are (Jerome Kern, Oscar Hammerstein II) 16:59
2. Band Intros (Art Pepper) 2:20
3. The Summer Knows (lan & Marilyn Bergman, Michel Legrand) 16:50
4. I’ll Remember April (Don Raye, Gene DePaul, Plas Johnston) 14:30

CD 3
1. Samba Mom Mom (Art Pepper) 17:40
2. Star Eyes (Don Raye, Gene DePaul) 12:26
3. Interview (Interviewer Hal Hill) 30:16

## Rezeption
In seiner Rezension in JazzTimes ging Jeff Tamarkin auf die Begleitband ein: „Sie sind gute Musiker, die jeweils mehr als fähige Begleitung und solide Soli für den zugegebenermaßen unvorhersehbaren Saxophonisten liefern, aber sie sind keine Cables, Mraz und Jones“, mit denen Pepper einen Monat später im Village Vanguard auftreten sollte. Die Toronto-Show entspreche nicht jedermanns Vorstellung von der endgültigen Art Pepper-Aufnahme, merkt Tamarkin an, „aber es ist auch nicht das Wrack, das es angesichts seines immer volatilen Zustands hätte sein können.“ Unabhängig davon, was in dieser Nacht im Juni 1977 mit Pepper in Bezug auf seinen Drogenkonsum los war oder nicht, und was ihm kurz darauf beim Auftritt im Village Vanguard gelingen sollte, traf er dennoch in Toronto häufig ins Schwarze.
C. Michael Bailey schrieb in All About Jazz, im Vordergrund des 3-CD-Sets stünden die Balladen, „Here’s That Rainy Day“, „What is This Thing Called Love“, „The Summer Knows“, „I’ll Remember April“. Aber es sei ein Pepper-Original, „das als Herzschlag der Aufnahme existiert; ‚Samba Mom Mom‘, eine Komposition für Laurie Pepper, ist für diese Aufnahme in Toronto das, was ‚Make a Wish (Make as List)‘ von Peppers bisher unveröffentlichtem Croydon-Konzert vom 14. Mai 1981 (Unreleased Art, Vol. 3: The Croydon Concert) war. Beide Songs veranschaulichen auch die enge, swingende Beziehung zwischen Pepper und seinen Bassisten (hier Gene Perla und Bob Magnusson bei den Croydon-Auftritten). George Mraz würde zwei Wochen später dasselbe bei den Village-Vanguard-Auftritten tun.“